# Quasnitz
Quasnitz ist seit 1999 ein Stadtteil von Leipzig. Es hat eine eigene Gemarkung und gehört zum Ortsteil Lützschena-Stahmeln im Stadtbezirk Nordwest.

## Geschichte
Quasnitz gehörte bis 1815 zum hochstiftlich-merseburgischen Amt Schkeuditz, das seit 1561 unter kursächsischer Hoheit stand und zwischen 1656/57 und 1738 zum Sekundogenitur-Fürstentum Sachsen-Merseburg gehörte. Durch die Beschlüsse des Wiener Kongresses wurde der Westteil des Amts Schkeuditz im Jahr 1815 an Preußen abgetreten. Quasnitz verblieb mit dem Ostteil beim Königreich Sachsen und wurde dem Kreisamt Leipzig angegliedert. Ab 1856 gehörte der Ort zum Gerichtsamt Leipzig II und ab 1875 zur Amtshauptmannschaft Leipzig.
Die ehemalige Gemeinde nordwestlich von Leipzig fusionierte 1922 mit dem Nachbardorf Hänichen. 1929 wurde Quasnitz-Hänichen nach Lützschena eingemeindet. Dieses schloss sich 1994 mit der Nachbargemeinde Stahmeln zur Gemeinde Lützschena-Stahmeln zusammen, die 1999 infolge des Stadt-Umland-Gesetzes Leipzig zu Leipzig kam.